# Simon Jenko
Simon Jenko [símon jénko], slovenski pesnik in pisatelj, * 27. oktober 1835, Podreča pri Mavčičah, † 18. oktober 1869, Kranj. 

## Življenje
Rodil se je revnim kmečkim staršem, ki so se poročili šele po njegovem rojstvu, ko se je oče vrnil od vojakov in prevzel kmetijo v Prašah. Oče mu je bil Jožef, mati mu je bila Mina (roj. Košenina). Ljudsko šolo je obiskoval v Smledniku in Kranju ter se leta 1847 vpisal na frančiškansko gimnazijo v Novem mestu. Bil je izredno občutljiv, vase zaprt in nadpovprečno nadarjen dijak. V letih 1853–55 se je šolal v Ljubljani. Preživljal se je s poučevanjem otrok svetnika Kuralta, lastnika graščin v Smuku in Podturnu pri Semiču v Beli krajini. Pri tem se je zaljubil v svojo učenko Leopoldino in ji posvetil veliko pesmi. Po maturi je na željo staršev vpisal študij bogoslovja v Celovcu, vendar se je že leto kasneje prepisal na dunajsko univerzo. V družbi nekdanjih sošolcev z ljubljanske gimnazije je študiral klasično filologijo in zgodovino, a se nazadnje odločil za pravo s podporo Knafljeve štipendije (1857–61). Študija ni končal, veliko je pisal in inštruiral, se zaljubil v mater svojih učencev in prebolel močno osebno krizo. Leta 1863 se je vrnil v Praše in se zaposlil pri notarju Jožefu Strgarju v Kranju. Leta 1866 je opravil tri rigoroze, absolviral pravo in postal pripravnik pri odvetniku Valentinu Prevcu v Kamniku in Kranju. Dva meseca in pol po vrnitvi v Kranj je zbolel za vnetjem možganov in v kratkem umrl. Njegovo neizpolnjeno življenje, za katero naj bi bilo krivo nezakonsko rojstvo in ljubezen do Mandelčeve sestre Marije, je popisal Ivan Pregelj v psihološkem biografskem romanu Šmonca.

## Delo
Pesniti je začel v srednji šoli, ko ga je stric Jurij Jenko (frančiškan o. Nikolaj) spodbujal k branju leposlovja in učenju jezikov. S prijatelji (Franom Erjavcem, Valentinom Zarnikom, Valentinom Mandelcem, Vaclavom Brilom, Ivanom Tuškom in Martinom Polšetom) so v ljubljanski gimnaziji ustanovili literarni krožek in pisali ilegalni rokopisni dijaški list Vaje. Poleg težnje po literarnem ustvarjanju je vajevce družilo javno manifestiranje radikalnega narodnega prepričanja. V času študija na univerzi so se ponovno združili. 

### Najbolj znana dela
- Po slovesu
- Gori
- Jeprški učitelj
- Tilka

### Pesništvo
Jenko je pisal domoljubne pesmi, refleksivno in parodično-satirično poezijo ter dosegel vrh z nežno in trpko ljubezensko ter razpoloženjsko liriko. Prepoznaven je tudi po pesmih iz narave. V dunajskih letih je napisal cikla pesmi Obujenke in Obrazi, zgledoval se je pri Heinejevi sentimentalni liriki. Edina pesniška zbirka Pesmi (COBISS) je s težavo izšla novembra 1864, z letnico 1865. Šele po Levstikovem posredovanju je dobil založnika Giontinija, zaradi domnevno pohujšljive vsebine je v Ljubljani niso želeli natisniti. Uglasbili so več kot 80 njegovih pesmi: Naprej, zastava Slave! je himna Slovenske vojske, v 19. stol. je bila del čitalniških prireditev na Slovenskem, pri Hrvatih in Čehih. 

### Pripovedništvo
Pomarčno obdobje pomeni nastop zgodnjega realizma, ki je omejil vlogo poezije in izpostavil pripovedništvo. Jenkova začetniška pripovedna proza sodi v dijaška leta in je oblikovana kot godčevska pripoved, pri novelah iz zrelega obdobja pa se vidi nagel razvoj v realistični smeri. Osebe v humoreski Tilka so psihološke in verjetne, »značajevka« Jeprški učitelj pa velja za prvo slovensko umetniško prozno delo, ki je bilo zelo drugačno od predhodnih verskovzgojnih pripovedi in Levstikove proze. Vzroka za konec Jenkovega proznega ustvarjanja sta dva: neugodne kritike in leta 1859 razhod družbe nekdanjih vajevcev, v okviru katere je Jenko pisal in objavljal svoja dela.

## Jenkova nagrada
Jenkovo nagrado podeljuje Društvo slovenskih pisateljev za najboljšo pesniško zbirko v preteklih dveh letih. Nagrada obstaja od leta 1986, slavnost poteka vsakoletno v Prešernovem gledališču v Kranju.

## Razprave o Jenku
O njem so razpravljali mnogi slovenski literarni zgodovinarji, med njimi France Bernik, Matjaž Kmecl in Boris Paternu.